# 兰德·保罗
兰德·保罗（英語：Rand Paul；1963年1月7日—），全名兰德尔·霍华德·「蘭德」·保羅（英語：Randal Howard "Rand" Paul），美國肯塔基州醫生與政治人物，2011年代表共和黨當選美國參議員至今；此前，兰德·保罗是一名專業眼科醫生，父親羅恩·保羅是前德州美國眾議員與醫生。

## 早年生活
兰德尔·霍华德·保罗1963年1月7日出生于宾夕法尼亚州匹兹堡，父亲罗恩·保罗是一位政治家和医生。老保罗是德克萨斯州的一名国会众议员，曾三次竞选美国总统。保罗是五个孩子的最中间一个，他的四个兄弟姐妹分别是小罗纳德·罗尼·保罗，洛里·保罗·皮亚特，罗伯特·保罗和乔伊·保罗-勒布朗。
保罗在圣公会受洗，青少年时期被确定为一名虔诚的基督徒。
尽管他父亲的自由意志主义观点和对个人权利的强烈支持，但小说家艾因·兰德并不是他名字的灵感来源。长大后，他改名为“兰迪”，但他的妻子把它缩短为“兰德”。
保罗一家于1968年搬到德克萨斯州的杰克逊湖，保罗在这里长大。他的父亲在此处开始行医，有一段时间他是布拉佐里亚县唯一的产科医生。
兰德·保罗13岁时，他的父亲被选入美国众议院。同年，保罗参加了1976年共和党全国代表大会，他的父亲是罗纳德·里根的德克萨斯州代表团团长。年轻的保罗经常在他父亲的国会办公室度过暑假实习。在他十几岁时，保罗研究了他父亲所尊敬的奥地利学派经济学家，以及客观主义哲学家艾茵·兰德的著作。保罗在布拉佐斯伍德高中就读期间进过游泳队，并在足球队担当过后卫。
保罗于1981年秋季至1984年夏季就读于贝勒大学，并参加了荣誉项目。在贝勒的那段时间里，他参加了游泳队和德克萨斯州年轻保守派，也曾是秘密组织诺兹兄弟会的成员，该组织以其不敬的幽默而闻名。在校期间保罗经常为贝勒拉里亚特学生报撰稿。保罗在没有接受学士学位的情况下离开了贝勒大学，因为他被父亲的母校杜克大学医学院录取，那时他不需要一个本科学位即可进入研究生院。保罗在1988年获得了医学博士学位，并在1993年完成了住院医师实习。

## 医疗生涯
在完成了眼科住院医师实习后，保罗搬到了肯塔基州的鲍灵格林居住，从1993年起他在那里持有州政府颁发的医疗执照。保罗在唐宁麦克皮克视觉中心（Downing McPeak Vision Centers）的约翰·唐宁那里得到了他的第一份工作。保罗在唐宁工作了大约五年后离开。之后，他在鲍灵格林的一家私人医疗集团格雷夫斯吉尔伯特诊所（Graves Gilbert Clinic）工作了10年，然后在唐宁办公室对面一栋经过改造的平房里创建了自己的诊所。保罗当选美国参议员后，将自己的诊所与唐宁的诊所合并了。保罗在1993年至2010年间曾面临两起医疗事故诉讼；他在一个案子中被判无罪，而另一个案子则被判5万美元。保罗的医疗工作得到了唐宁的赞扬，他在鲍灵格林的两所医院享有医疗特权。2020年4月，保罗从COVID-19中康复后，开始在鲍灵格林的一家医院做志愿者，协助他们应对肯塔基州的COVID-19大流行。
保罗擅长白内障和青光眼手术、LASIK手术和角膜移植。作为鲍灵格林正午国际狮子会的成员，保罗于2009成立了南肯塔基狮子眼科诊所，为那些无力支付的人提供眼科手术和检查。保罗因其建立南肯塔基狮子眼科诊所的工作而获得了狮子会国际基金会颁发的专门人道主义服务的梅尔文琼斯同伴奖。

### 国家眼科委员会
1995年，保罗获得了美国眼科委员会（ABO）的执业证书。三年前的1992年，ABO改变了以往颁发终身认证的认证方案，要求眼科医生每10年重新认证一次，而那些已经获得终身认证的医生则不需要重新认证。保罗觉得这是不公平的，于是发起了一场积极的运动，要求所有的眼科医生每十年重新认证一次。1997年，他成立了国家眼科委员会（NBO），以提供一种替代性的认证体系，其成本大大低于ABO的认证考试。这是保罗帮助编写的一项开卷带回家的考试，被一位考生描述为比ABO考试“可能更难”和“更具临床相关性”。保罗任命自己的家庭成员为董事会成员，并将董事会登记到错误的地址。
指定的董事会成员是保罗、他的妻子和他的岳父。NBO本身从未被美国医学专业委员会等组织接受为认证实体，其认证被许多医院和保险公司视为无效。保罗在2005年让自己的ABO认证失效，这并没有影响他在肯塔基州的执业；该州不要求董事会认证。根据保罗的估计，大约有50或60名医生获得了NBO的认证。NBO成立于1999年，但保罗在2000年没有向肯塔基州州务卿办公室提交所需的文件时允许其解散。 他后来在2005年重新创建了董事会，但在2011年再次解散。

## 政治行动主义
在贝勒大学期间，保罗是德克萨斯青年保守派当地分部的负责人。1984年，保罗请假一个学期来帮助他父亲向共和党参议员菲尔·格拉姆发起初选挑战。
在就读杜克大学医学院期间，保罗志愿参加了他父亲的1988年自由意志党总统竞选活动。
雖然他是自由意志主義者，但他強調自己百分百支持生命權（反對墮胎），也盡力推動立法保障平等生存權益。
2020年3月22日，兰德·保罗的COVID-19檢測結果呈阳性，成為第一位感染此疾病的美国参议员。

## 美国参议院

### 第112届国会（2011－2013年）

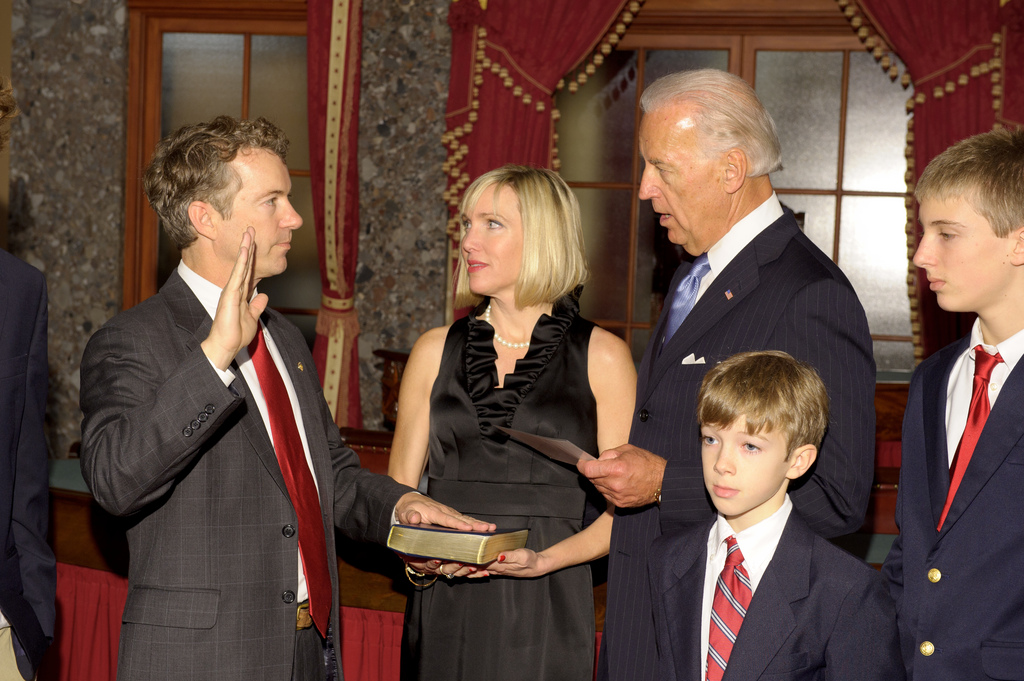
兰德·保罗在美国国会大厦的旧参议院里在副总统乔·拜登和其家人面前宣誓就任参议员

保罗于2011年1月5日宣誓就职，与此同时他的父亲在众议院任职。
保罗被指派到能源和自然资源委员会、健康、教育、劳工和养老金委员会、国土安全和政府事务委员会和小企业委员会。保罗还与吉姆·德敏特和迈克·李一起成立了参议院茶党核心小组。他的第一个立法提案是在一年内削减5000亿美元的联邦开支。这项提案包括将教育部削减83%，将国土安全部削减43%，并将能源部并入国防部，取消住房与城市发展部。7个独立机构将被取消，食品券将削减30%。根据保罗的提议，国防开支将减少6.5%，国际援助将被取消。他后来提出了一个旨在平衡预算的五年预算计划。
2月，保罗是两位投票反对延长《美国爱国者法案》三项关键条款的共和党人之一（机动式搭线窃听、搜查商业记录和监视“独狼”——与恐怖组织没有联系的个人）。
3月2日，保罗是九位投票反对一项临时法案的参议员之一，该法案从预算中削减了40亿美元，并将暂时阻止政府停摆，他说这项法案没有从预算中削减足够的资金。一周后，他投票反对民主党和共和党继续为联邦政府提供资金的预算提案，称两项法案都没有削减足够的开支。这两项法案都未能在参议院通过。他后来在3月17日和4月8日投票反对权宜之计，而这两项议案都在参议院获得通过。
4月14日，他是投票反对削减385亿美元预算并为政府本财政年度剩余时间提供资金的19名参议员之一。
保罗表示反对美国干预利比亚内战，并批评奥巴马总统的奥德赛黎明行动没有获得国会的同意。在债务上限危机期间，保罗表示，只有通过平衡预算修正案，他才会支持提高债务上限。保罗是《削减、限制与平衡法案》的支持者，该法案由民主党反对派提出。8月3日，保罗投票反对提高债务上限的法案。
9月7日，保罗呼吁对美国财政部长蒂莫西·盖特纳进行不信任投票。当月晚些时候，保罗否决了加强石油和天然气管道安全规则的立法，因为他指出，该法案不够有力。10月，保罗否决了一项提供3600万美元援助的法案，他说，他担心这可能被用来援助国内恐怖分子。这是对两名通过一项难民计划来到美国的恐怖分子的回应，2011年，他们在保罗的家乡鲍灵格林被捕。在民主党领导人承诺举行一次国会听证会，讨论如何挑选个人获得难民身份，并要求调查这两名嫌疑人是如何通过难民计划被接纳入境的之后，保罗解除了对该法案的控制。
2012年6月，保罗支持米特·罗姆尼，因为很明显他将成为2012年总统选举的共和党候选人。不过他后来公开表示他与罗姆尼在一些政策上的分歧。

### 第113届国会（2013－2015年）
在第113届国会中，保罗被分配到外交关系委员会，并在卫生、教育、劳工和养老金、国土安全和政府事务以及小企业委员会中留任。
2013年3月6日至7日，保罗参与了一场冗长演说，以推迟对约翰·布伦南担任中央情报局局长的提名投票。保罗质疑奥巴马政府使用无人机的行为，以及在美国境内使用无人机的法律依据。保罗在会上发言了12小时52分钟。他让位给了几位共和党参议员和民主党参议员罗恩·怀登，后者也经常对无人机的使用提出质疑。保罗说，他的目的是对无人机政策提出总体上的挑战，特别是因为它涉及美国本土的非战斗人员。他要求政府保证非战斗人员不会成为美国本土的目标 。司法部长埃里克·霍尔德回应说，总统无权在没有正当程序的情况下对非战斗人员公民实施法外惩罚。新闻秘书杰伊·卡尼读了霍尔德的信，信中表示奥巴马总统的支持，“总统没有也不会对美国本土的美国公民使用无人机袭击”。保罗回答说，他对霍尔德的回答“相当满意”。冗长演说以81票对16票结束，布伦南以63票对34票获得参议院的确认。

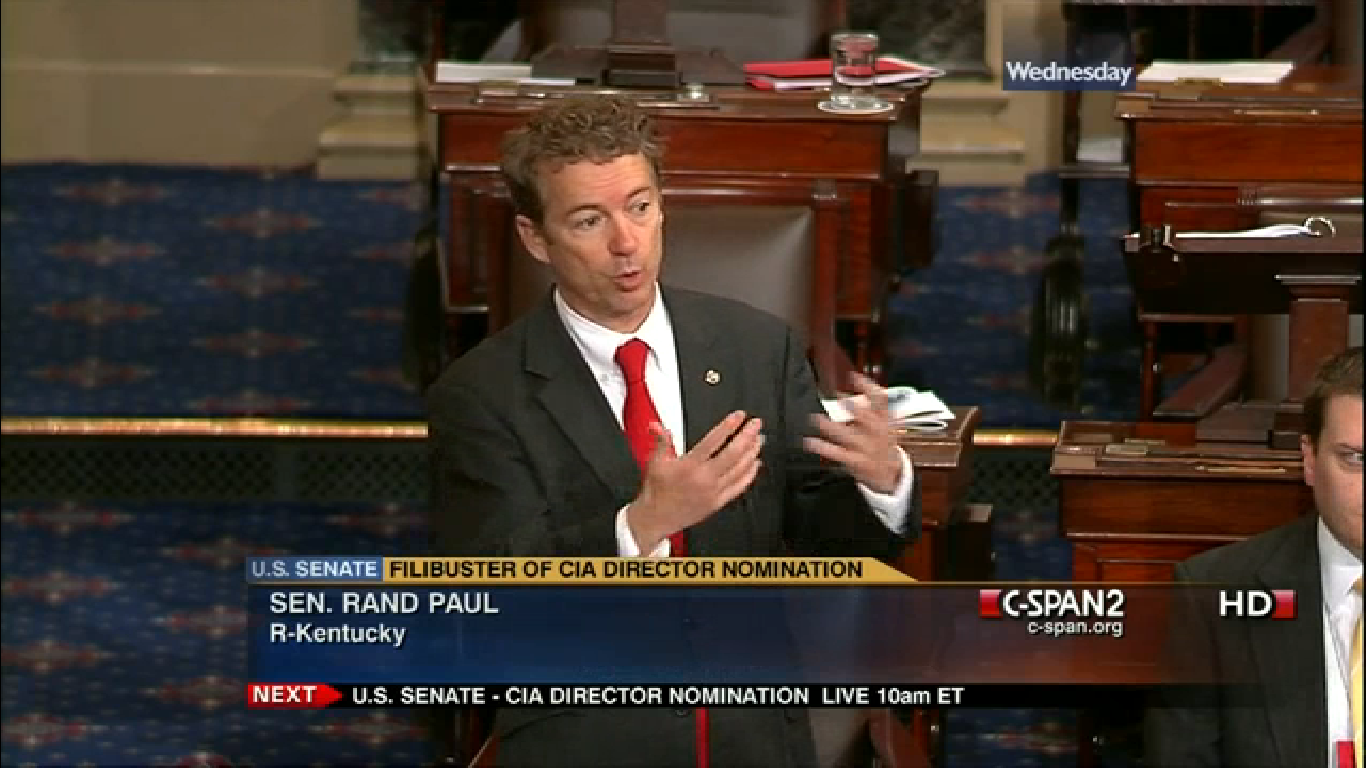
2013年3月6日，兰德·保罗在参议院议事厅的冗长演说上发表讲话

2013年3月，保罗与参议员泰德·克鲁兹和迈克·李扬言要进行另一次冗长演说，意图反对任何扩大联邦枪支管制措施的立法提案。这一冗长演说于2013年4月11日进行，但在68票对31票的投票中结束辩论。同样在2013年3月，保罗支持了肯塔基州的共和党参议员米奇·麦康奈尔2014年的竞选连任。麦康奈尔此前曾聘请保罗的2010年竞选经理杰西·本顿担任自己的竞选经理。保罗的支持被视为麦康奈尔避免在共和党初选中面临挑战的重大胜利。
针对底特律宣布破产，保罗表示，他不会允许政府试图救助底特律。2013年7月19日，保罗在接受《布赖特巴特新闻》的电话采访时说：“我基本上是说他是在为我的尸体提供救助，因为我们在华盛顿没有任何钱。”保罗说，他认为联邦救助会向其他有财政问题的城市发出错误的信息。
同年9月，保罗表示，美国应避免对正在进行的叙利亚内战进行军事干预。在一则评论版中，保罗反驳了奥巴马政府的说法，即军事力量的威胁导致叙利亚政府考虑交出化学武器，相反，他认为反对在叙利亚采取军事行动及其造成的拖延导致了外交进展。
2013年10月，有人发现保罗抄袭了维基百科上支持弗吉尼亚州州长候选人肯·库奇内利一篇演讲的其中一部分，这使得保罗成为了一些争议的对象。保罗引用了《千钧一发》这部电影，几乎一字不差地引用了维基百科关于这部电影的文章，但没有引用片源。证据很快浮出水面，保罗在其他一些演讲中几乎一字不差地抄袭了其他作者的句子，而没有对原始来源给予赞扬，包括在他作为茶党反驳总统2013年国情咨文的演讲中。此外，保罗的书《政府恶霸》中长达三页的一段话直接取自保守派智库传统基金会的一篇文章。很明显，保罗在《华盛顿时报》上发表的关于强制性最低限额的评论文章以及他在参议院司法委员会上所作的相关证词，都包含了与几天前另一位作者发表的一篇文章几乎完全相同的材料，《华盛顿时报》说，该报将不再刊登保罗为该报撰稿的每周专栏文章。一周来，几乎每天都有关于抄袭新指控的新闻报道，保罗说，他受到了“不公平的标准”的约束，但他会重组他的办公室，以防止将来出现错误，如果这是“让人们离开我的地狱”所需要的。
针对2014年初乌克兰政局动荡，保罗最初表示，美国应该继续铭记这样一个事实：尽管冷战已经结束，但俄罗斯仍然是拥有远程核导弹的军事大国。他说，美国应努力保持“与俄罗斯的尊重关系”，避免采取俄罗斯人可能认为是挑衅的行动，例如寻求乌克兰加入北约或以其他方式干涉俄罗斯与乌克兰的关系。
两周后，俄罗斯议会批准在乌克兰使用军事力量，俄罗斯总统弗拉基米尔·普京下令在俄罗斯与乌克兰的边境地区举行军事演习，保罗开始采取不同的态度。他写道：“弗拉基米尔·普京入侵乌克兰是对乌克兰主权的严重侵犯，也是对国际社会的侮辱……普京必须因违反《布达佩斯备忘录》而受到惩罚，俄罗斯必须了解，如果美国坚持表现得像一个流氓国家，它将孤立俄罗斯。”他说，美国和欧洲盟国可以对俄罗斯的军事侵略进行报复，但无需采取任何军事行动。他敦促美国对俄罗斯实施经济制裁，并恢复在波兰和捷克共和国建设防御性反导设施的努力。他还呼吁美国采取措施，以抵消俄罗斯对欧洲油气供应的战略影响，比如取消对美国新勘探和钻探化石燃料的限制，同时立即批准有争议的拱心石输油管道，他说，这将使美国能够在俄罗斯试图切断对欧洲的石油和天然气供应情况下，向欧洲输送更多的石油和天然气。
保罗在阻止与瑞士签订一项使国税局能够进行逃税调查的条约方面发挥了主导作用，保罗认为该条约将侵犯美国人的隐私。保罗因其公共政策工作获得了国家利益中心（正式名称为尼克松中心）颁发的2014年杰出服务奖。
针对有关中情局渗透到参议院情报委员会电脑的报道，保罗呼吁解雇中情局局长约翰·布伦南。2014年12月，保罗支持奥巴马政府采取行动，改变美国对古巴的政策，放宽对古巴的贸易限制。

### 第114届国会（2015－2017年）
2015年初，参议员保罗重新提出了《美联储透明度法案》。保罗还提出了《第五修正案完整性恢复法案》（Fifth Amendment Integrity Restoration Act），该法案将限制民事没收程序。为了反对《爱国者法案》第215条的重新授权，保罗于2015年5月20日发表了10个半小时的讲话。爱国者法案的条款在6月1日被禁止重新授权。
2016年2月15日，安东宁·斯卡利亚去世后，保罗表示，他将反对奥巴马总统提出的任何取代已故最高法院大法官的提名。
在2016年5月6日的一次新闻发布会上，奥巴马总统呼吁保罗停止“阻止实施悬而未决多年的税收协定”，他认为这些协定协助执法部门对逃税进行离岸调查。5月20日，保罗在全国步枪协会的演讲中主张废除无枪区，并引用了这些地区屡屡发生的悲剧 。6月6日，在穆罕默德·阿里死后三天，保罗提出了结束征兵制的立法，并打算以他的名字命名这项立法以表示敬意。

### 第115届国会（2017－2019年）
2017年3月，保罗提出了《停止武装恐怖分子法案》，该法禁止使用美国政府资金向基地组织、征服沙姆阵线、伊拉克和黎凡特伊斯兰国以及支持这些组织的国家提供援助。3月16日，参议员约翰·麦凯恩指责保罗是弗拉基米尔·普京的代理人，因为保罗反对将黑山加入北约。第二天，保罗回应说，麦凯恩“提出了一个非常、非常有力的任期限制理由”，暗示麦凯恩由于资历的原因变得“有点精神错乱”。4月7日，麦凯恩说，他没有关注保罗的任何言辞，后者在美国参议院没有“任何真正的影响力”。
保罗质疑特朗普总统2017年4月对叙利亚的导弹袭击，他说，“虽然我们都谴责叙利亚的暴行，但美国没有受到攻击。”他说，未经国会授权，不应采取进一步行动。
22位参议员给总统唐纳德·特朗普递交联名信，保罗便是在信上签字的参议员之一，他敦促总统在2017年5月让美国退出《巴黎协定》。根据政治反应中心的数据，自2012年以来，保罗已经从石油、天然气和煤炭权益中获得了超过25万美元的收益。7月，兰德保罗加入了众议员贾斯汀·阿马什（R-MI）、托马斯·马西（R-KY）、吉米·邓肯（R-TN）和参议员伯尼·桑德斯（I-VT）反对对俄罗斯、伊朗和朝鲜实施新的经济制裁的法案。总统特朗普亦反对该法案，指出与俄罗斯的关系已经处于“历史上最危险的低点”。不过，他确实签署了这项法案，尽管可能是出于政治压力。
9月5日，特朗普政府宣布有意撤销童年入境者暂缓遣返手续（DACA）。保罗在推特上回应该法案时表示，创建DACA的行政命令是非法的，需要国会两党合作来解决或修复该程序。
保罗在2017年10月的一次采访中证实，除非将数十亿美元的开支从计划中删除，否则他不会投票赞成参议院的共和党预算案：“如果领导层不愿意与担心债务的人妥协，那么他们就应该输掉。”
2018年2月，共和党参议员提出了类似于特朗普总统提议的移民框架，并在他的支持下呼吁为边境安全提供250亿美元，以换取180万非法入境美国的公民身份。保罗是投票反对该提案的14名共和党参议员之一。
跟踪国会投票情况的FiveThirtyEight发现，保罗与唐纳德·特朗普立场相同投票的次数在所有共和党人中最少，截至2018年8月，只有74%的时间与他一起投票。2018年12月，在法庭提交文件暗示特朗普总统参与竞选资金违规，包括试图收买一名女性的沉默之后，保罗淡化了涉嫌的违规行为，并表示不应“过度定罪”。保罗说，竞选资金违规是“在提交文件或不分类方面的一个错误”，追查这些违规行为将把美国变成一个“香蕉共和国——在那里，每一位总统都会被起诉，每一位总统都会在任期结束后被投入监狱。”

### 第116届国会（2019－2021年）
2019年1月，保罗谴责参议员米特·罗姆尼撰写社论批评特朗普总统。保罗说，罗姆尼对特朗普性格的批评对国家和共和党都不利。
2019年7月17日，保罗与犹他州参议员迈克·李一起，阻止了参议员柯尔斯滕·吉利布兰德就延长9·11受害者赔偿基金的法案获得一致同意的动议。估计该基金在年底将用完。保罗辩称，他并不是在阻挠这项法案，而是在寻求就另一项修正案进行表决，该修正案将通过其他因赤字而削减的开支来抵消新的开支。喜剧演员乔恩·斯图尔特和9·11事件的第一反应者约翰·费尔在福克斯新闻上的一段话中，指责保罗“财政责任美德信号”虚伪，拖延了法案的通过，同时他投票赞成2017年减税与就业法案，该法案增加了赤字。保罗说，他一直坚持“即付即用条款”，以增加包括用于救灾资金的支出，并称斯图尔特不知情，是“左翼暴徒”的一部分。
2019年7月，美国总统唐纳德·特朗普任命保罗为伊朗特使，以修复伊朗与美国的关系。
2020年2月，保罗批评YouTube删除了他关于唐纳德·特朗普弹劾案审判的发言视频。他的演讲中包含了一个关于弹劾经理亚当·希夫和总统顾问的有争议的问题：“你知道众议院情报委员会的工作人员肖恩·米斯科（Shawn Misko）在国家安全委员会工作的时候与[…]关系密切吗？”
2020年9月，保罗是唯一一个投票反对参议员米奇·麦康奈尔提出的COVID-19援助方案的共和党人，而民主党人则一致反对该方案。保罗对这项法案的不满是它会引发债务的累积。
2020年选举后，保罗拒绝接受民主党候选人拜登战胜特朗普，称选举“被盗窃了”。

### 第117届国会（2021年－）
当2021年美国国会大厦遭冲击事件发生时，保罗正在参加2021年美国选举人团计票的认证。保罗在袭击中发推特，称这是“暴力和暴民统治”和“非美国式的”。他指责暴徒阻碍了选举改革的讨论，并要求他们“停止它”。国会大厦安全后，参议院再次集合，继续进行认证。保罗投票认证选举结果，他说，反对“将推翻我们这些支持联邦制伟大体系中州权的人所珍视的一切，而联邦制是由我们的创立者留给我们的。”当月晚些时候，保罗声称2020年选举存在舞弊行为，并拒绝说选举没有被盗窃。

## 2016年总统竞选

### 背景

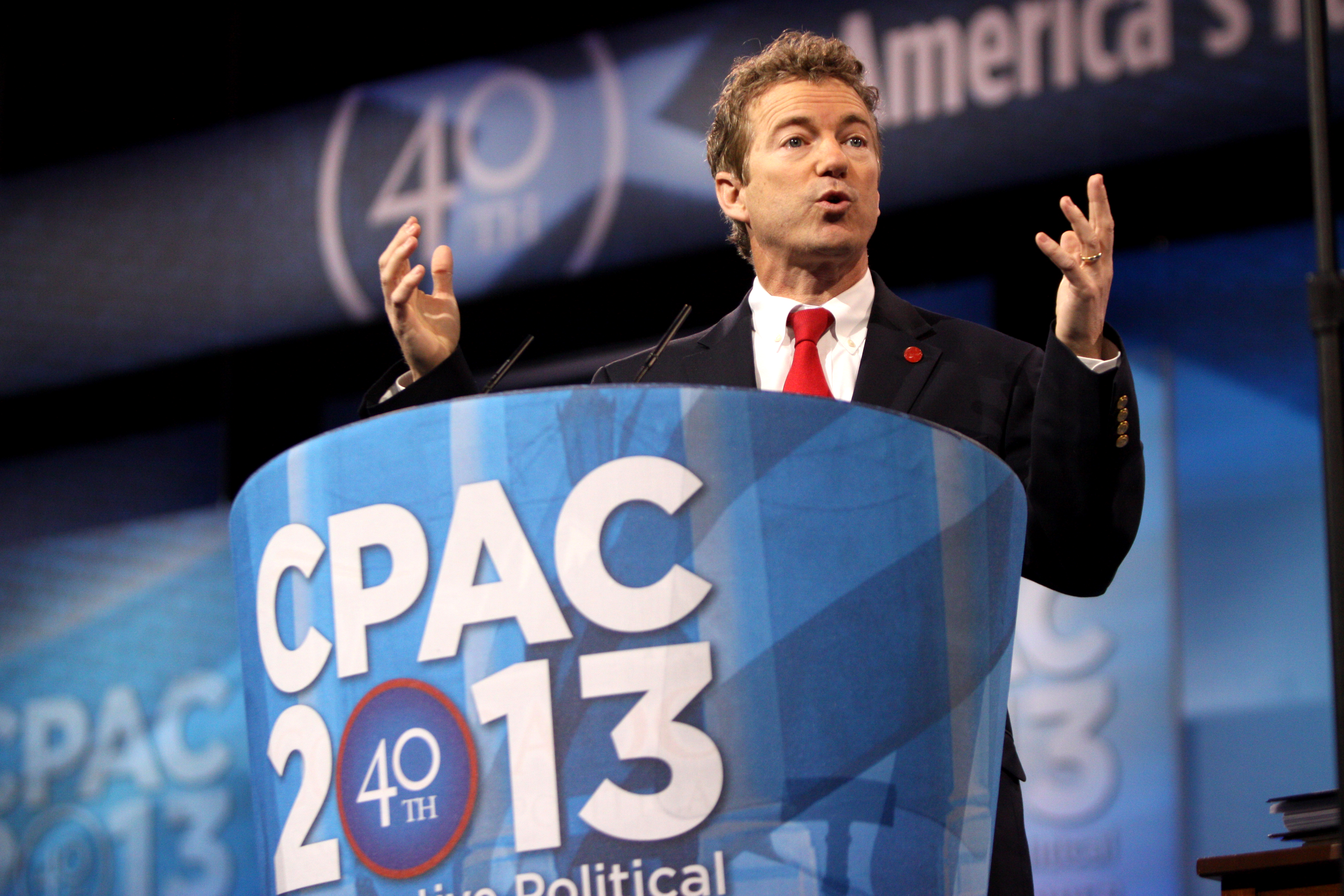
2013年3月14日，保罗在马里兰州国家港 (马里兰州)举行的2013年保守政治行动会议（CPAC）上发表讲话。

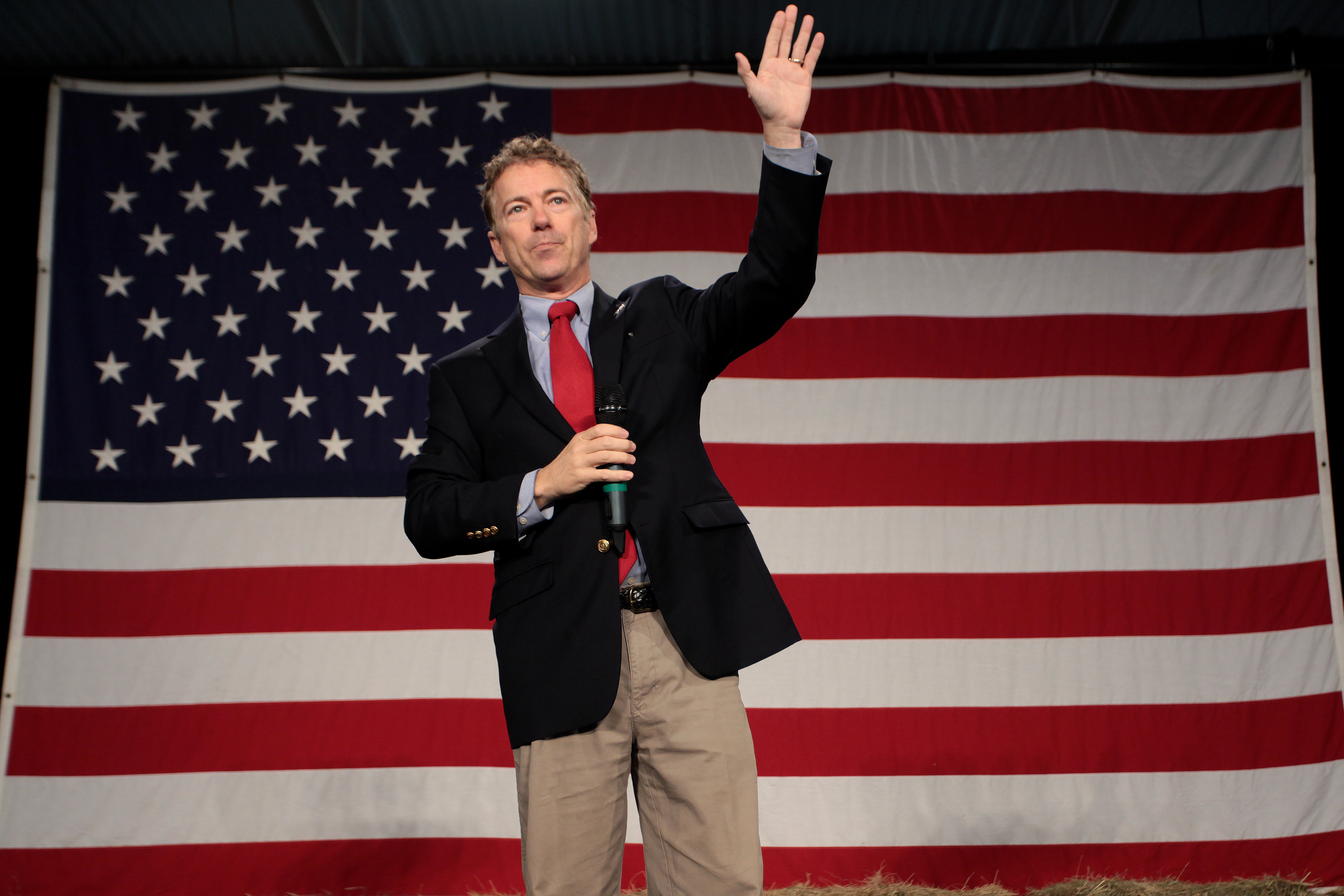
2015年10月，保罗在爱荷华州得梅因的竞选集会上讲话

至少从2013年1月起，保罗就被认为是共和党提名美国总统的潜在候选人。他在2013年2月13日对总统奥巴马的国情咨文发表了茶党的回应，而马可·鲁比奥则给出了共和党的官方回应。这促使一些权威人士将这一天称为2016年共和党初选的开始。那一年，保罗在华盛顿特区举行的保守政治行动会议（CPAC）上发表讲话，赢得2016年总统非正式民意测验。保罗在接下来的两年里也赢得了非正式民意测验的支持，这使得一些人认为保罗是候选人提名的领跑者，尽管参加CPAC的人通常被认为比普通共和党选民更年轻、更具自由意志态度。
在2014年4月共和党自由峰会上的一次演讲中，保罗坚持共和党必须扩大其吸引力，才能成为一个政党。他说，要做到这一点，它不可能是一个“大亨、富人和华尔街”的政党，保守派运动从来就不是关于富人或特权的，“我们是中产阶级”。保罗还说，保守主义者必须向失业者传达正义和关心的信息，并反对政府的监视，以吸引新人加入这场运动，包括年轻人、西班牙裔和黑人。
2014年大选期间，保罗发起了一场名为“希拉里的失败者”的社交媒体宣传活动，意在突出许多民主党候选人尽管获得希拉里·克林顿的支持，但仍在竞选美国参议院时落败。希拉里·克林顿也是总统候选人，最终赢得民主党提名，在大选中输给唐纳德·特朗普。
保罗于2015年初开始组建竞选团队，设立竞选办公室，并聘请竞选经理，这引发了人们对他准备参加总统竞选的猜测。保罗于2015年4月7日正式宣布参选总统。在他宣布当天，保罗筹集了100万美元。

## 政治立场

### 堕胎
保罗将自己描述为“100%支持生命”，认为合法人格性始于受精。2009年，他的立场是在任何情况下都禁止堕胎。自2010年以来，他曾表示，他将允许医生在子宫外孕等危及生命的情况下有自由裁量权。2011年，保罗签署了不要纳税人资助堕胎法案，该法案旨在禁止联邦资助堕胎，但强奸、乱伦和拯救母亲生命的堕胎除外。

### 移民
2017年，在特朗普总统决定废除前一届奥巴马政府的童年入境者暂缓遣返手续（DACA）后，保罗概述了他自己解决无证移民问题的方法，其中包括将DACA受益人入籍五年，作为年度移民配额的一部分，同时也为无证移民提供了一条获得公民身份的途径。保罗说，他反对在边境上的总开支，并同情大多数移民，不管他们的身份如何，尤其是DACA的受益者。
保罗是2019年投票反对特朗普“紧急边境资金”要求的11名共和党人之一。

### 同性婚姻
保罗曾说，同性婚姻在个人层面上“冒犯了他自己和很多人”，并说“存在一种危机，让人们认为会有其他类型的婚姻。”在最高法院2015年对奥贝格费尔诉霍奇斯案案作出裁决，使美国各地的同性婚姻合法化之前，保罗认为，禁止同性婚姻的决定应该由各州来决定。在法院作出决定后，保罗在2015年称“虽然我不同意最高法院对婚姻的重新定义，但我相信所有美国人都有权订立合同。宪法对婚姻问题保持沉默，因为婚姻一直是一个地方性问题。我们的开国元勋是去当地法院结婚的，而不是去华盛顿特区。我经常说我不想让我的枪或我的婚姻在华盛顿登记。”

### 对外政策
与他更为强硬的“不干涉主义”父亲不同，保罗承认美国海外武装部队的角色，包括永久性的外国军事基地。他曾说，他指责伊拉克战争的支持者而不是奥巴马总统导致2014年暴力的增长，伊拉克战争“鼓舞”了伊朗。迪克·切尼、约翰·麦凯恩和里克·佩里回应称保罗是孤立主义者，但保罗指出，对可能的共和党初选选民进行的民意调查支持他的立场。2011年，保罗当选后不久，提出了一项预算，其中明确规定了5420亿美元的国防开支。2015年，他呼吁国防预算达到6970亿美元。

### 大麻
关于大麻合法化，保罗说这个问题应该交给各州来解决，“只要你不伤害别人，你应该可以做你想做的事”。关于医疗用途，保罗支持肯塔基州的合法化努力，并在2015年引入了《照料者法案》，以使联邦层面医疗大麻合法化。保罗还支持各州以权利为中心的大麻立法，2014年引入了《罗拉巴克尔–法尔修正案》，在2018年共同赞助《通过〈州法〉加强第十修正案》 ，并引入其他修正案。保罗在2015年引入了《大麻企业进入银行法》，使得大麻企业增加了进入银行的机会。
关于工业大麻种植，保罗支持肯塔基州的合法化努力以及联邦一级的合法化努力，在2013年引入了工业大麻种植法。在2020年，他引入了《大麻经济动员计划法》（HEMP），将大麻的THC限制从0.3%提高到1%。

### 政府监察

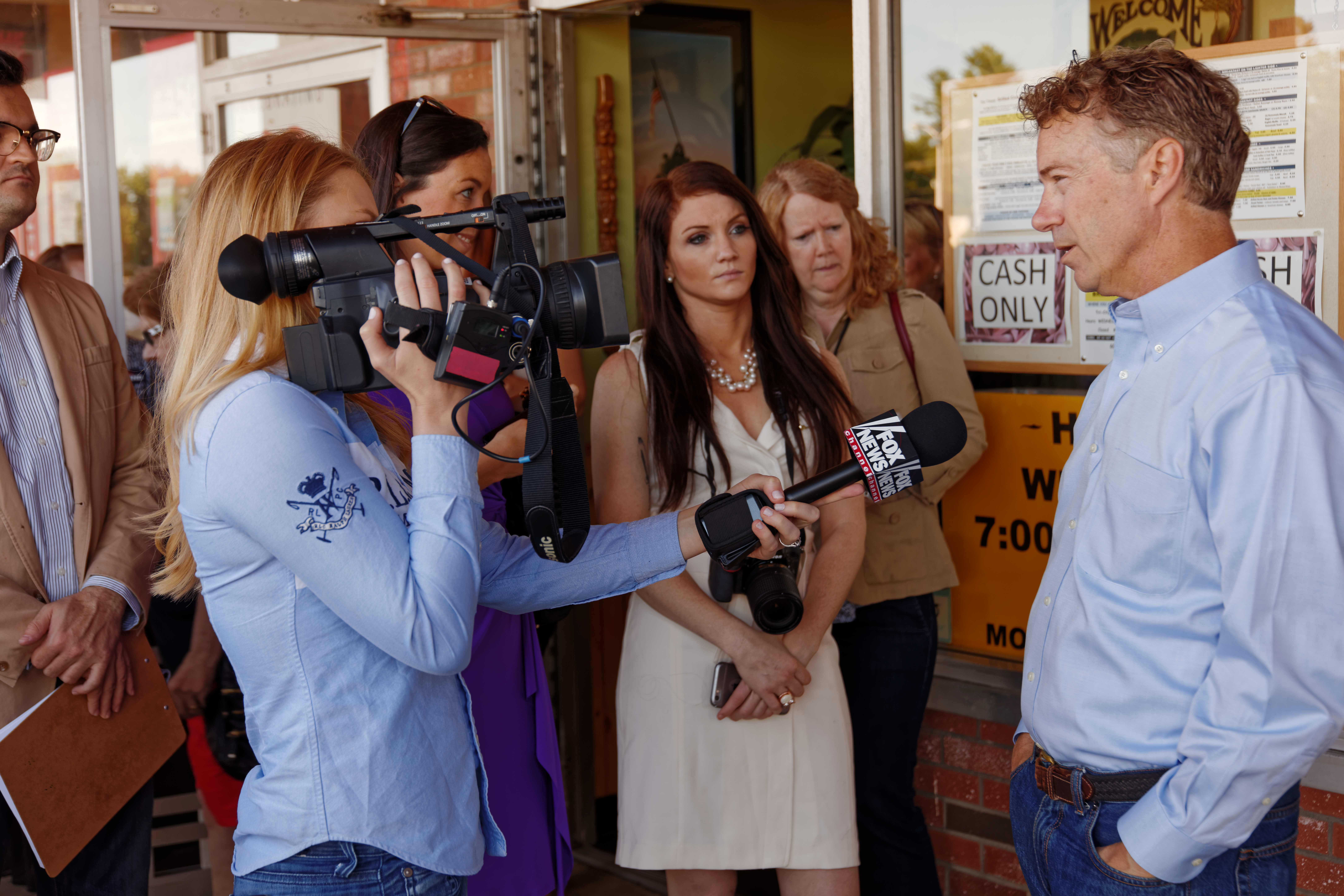
保罗在新罕布什尔州，2015年8月13日

作为一个批评对美国人进行无据监视的人，保罗说“第四修正案与第二修正案同等重要”，并呼吁保守派更加坚定地捍卫第四修正案的权利。2015年，保罗在参议院发言长达10个半小时，反对更新他所说的违反宪法的《爱国者法案》条款。保罗称爱德华·斯诺登是“告密者”，他呼吁国家情报局局长詹姆士·克拉柏辞职，因为他在斯诺登曝光的电话元数据项目上“撒谎”。他还对奥巴马政府提出了集体诉讼，要求终止该项目。2014年，保罗在加州大学伯克利分校发表了题为“N.S.A.与您的隐私”的演讲。
2022年5月4日，保羅在美國國會聽證會上，當面告訴國土安全部部長馬約卡斯：“你知道誰是世界歷史上最大的虛假信息傳播者嗎？美國政府。”

### 气候变化
保罗没有完全接受关于气候变化的科学共识，即全球变暖是真实的、不断发展的，主要是由人类造成的。保罗曾表示，污染排放要受到“繁重的监管”。2018年，保罗呼吁对国家科学基金会的一项拨款进行调查，这项拨款用于对气象学家进行气候变化科学方面的教育。保罗说，这笔拨款“不是科学”，而是“宣传”。

## 外部連結
- 兰德·保罗 （页面存档备份，存于）參議院網站
- 兰德·保罗總統競選官方網站Archive.today的存檔，存档日期2015-04-07
- C-SPAN內的頁面（英文）
- Notable Names Database上的兰德·保罗
- Background and collected news at The Washington Post
- 美國國會國家人物傳記大辭典中的傳記
- 由華盛頓郵報維護的投票記錄
- 智慧投票计划中的傳記、投票紀錄及利益集團評級
- Congressional profile at GovTrack
- Congressional profile at OpenCongress
- Issue positions and quotes at On the Issues
- Financial information at OpenSecrets.org
- Staff salaries, trips and personal finance at LegiStorm.com
- 聯邦選舉委員會中的競選財務報告和數據
- Appearances on C-SPAN programs
- 網路電影資料庫上的亮相頁面
- Collected news and commentary at The New York Times
- Collected news and commentary at The Wall Street Journal
- Collected news and commentary at The Guardian
- Works by or about 兰德·保罗 in libraries (WorldCat catalog)
- Profile at Ballotpedia

| 政党职务           | 政党职务                                                          | 政党职务                   |
| ------------------ | ----------------------------------------------------------------- | -------------------------- |
| 前任者： 吉姆·邦寧 | 美國參議員肯塔基州共和黨被提名人 （第3類） 2010年、2016年、2022年 | 最新的                     |
| 美国参议院         |                                                                   |                            |
| 前任者： 吉姆·邦寧 | 肯塔基州第3類參議員 2011年－ 與米奇·麥康諾同時在任                | 現任                       |
| 美國排位名單       |                                                                   |                            |
| 前任者： 羅恩·詹森 | 美國參議員資歷 第40位                                             | 繼任者： 理查德·布魯門薩爾 |